# Antwerpen (tỉnh)
Tỉnh Antwerpen (tiếng Hà Lan: Antwerpenⓘ) là tỉnh cực bắc của cả vùng Flanders cũng như của Bỉ. Tỉnh này giáp với (từ phía bắc theo chiều kim đồng hồ): tỉnh Noord-Brabant của Hà Lan, các tỉnh của Bỉ Limburg, Flemish Brabant và East Flanders. Thủ phủ là Antwerpen có cảng Antwerpen. Tỉnh này có diện tích 2867 km², dân số gần 1,7 triệu người, là tỉnh đông dân nhất ở Bỉ. Tỉnh có 3 huyện, huyện Antwerp, huyện Mechelen và huyện Turnhout.
Ngôn ngữ chính thức sử dụng ở tỉnh là tiếng Hà Lan. Ngôn ngữ nói là tiếng Hà Lan Bỉ, ngoài ra còn có phương ngữ Brabantia.
Sông Scheldt, một con sông nối cảng Antwerpen với Biển Bắc. Kênh đào Albert nối Scheldt ở Antwerpen với sông Meuse và Liège. Các kênh đào khác có Dessel – Kwaadmechelen, Schoten – Turnhout – Dessel, và Herentals – Bocholt chảy vào kênh đào Nete.
Trong các hệ thống đường E quốc tế, E313, E19, và E34 chạy qua tỉnh. Đường hầm Kennedy và đường hầm Liefkenshoek nối hệ thống đường bộ của tỉnh với East Flanders và Ghent. 
Các tuyến đường ray nối các thành phố lớn của tỉnh như Antwerpen, Mechelen, Herentals, Turnhout và Mol. Iron Rhine nối Antwerpen với Mönchengladbach ở Đức. Tuyến đường sắt cao tốc sẽ nối ga Antwerpen-Centraal với Brussels (HSL 4) và Amsterdam (HSL-Zuid). Sân bay quốc tế Antwerpen, nằm ở Deurne là một sân bay khu vực.

## Hành chính
Tỉnh này có 3 huyện (arrondissementen trong tiếng Hà Lan) có 70 đô thị:
| Huyện Antwerp: | Huyện Mechelen: | Huyện Turnhout: |
| - 01. Aartselaar - 02. Antwerpen (Antwerp) - 08. Boechout - 10. Boom - 12. Borsbeek - 13. Brasschaat - 14. Brecht - 17. Edegem - 18. Essen - 22. Hemiksem - 27. Hove - 29. Kalmthout - 30. Kapellen - 32. Kontich - 36. Lint - 37. Malle - 42. Mortsel - 43. Niel - 49. Ranst - 53. Rumst - 54. Schelle - 55. Schilde - 56. Schoten - 59. Stabroek - 64. Wijnegem - 66. Wommelgem - 67. Wuustwezel - 68. Zandhoven - 69. Zoersel - 70. Zwijndrecht | - 07. Berlaar - 09. Bonheiden - 11. Bornem - 16. Duffel - 21. Heist-op-den-Berg - 34. Lier - 38. Mechelen - 44. Nijlen - 47. Putte - 48. Puurs - 57. Sint-Amands - 58. Sint-Katelijne-Waver - 65. Willebroek | - 03. Arendonk - 04. Baarle-Hertog - 05. Balen - 06. Beerse - 15. Dessel - 19. Geel - 20. Grobbendonk - 23. Herentals - 24. Herenthout - 25. Herselt - 26. Hoogstraten - 28. Hulshout - 31. Kasterlee - 33. Laakdal - 35. Lille - 39. Meerhout - 40. Merksplas - 41. Mol - 45. Olen - 46. Oud-Turnhout - 50. Ravels - 51. Retie - 52. Rijkevorsel - 60. Turnhout - 61. Vorselaar - 62. Vosselaar - 63. Westerlo |